# San Pablo, Chile
San Pablo este un târg și comună din provincia Osorno, regiunea Los Lagos, Chile, cu o populație de 10.162 locuitori (2012) și o suprafață de 637,3 km2.